# Plasmaoszillation
In der Physik ist eine Plasmaoszillation (auch Langmuir-Welle) eine periodische Oszillation der Ladungsdichte in einem Medium, zum Beispiel in einem Plasma oder einem Metall. Das Quasiteilchen, das aus der Quantisierung dieser Oszillationen hervorgeht, ist das Plasmon.

## Plasmafrequenz
Werden die freien Elektronen in einem Elektronengas lokal verdichtet, wirkt auf sie die Coulombkraft, die die homogene Ladungsverteilung wiederherzustellen versucht. Durch ihre Trägheit werden die Elektronen an der neutralen Lage vorbeischießen und einen neuen Ladungsüberschuss aufbauen, wodurch es zu einer periodischen Schwingung kommt. Die Kreisfrequenz, mit der die Elektronendichte um die mittlere Dichte oszilliert, heißt Plasmafrequenz:
{\displaystyle \omega _{\mathrm {p} }={\sqrt {\frac {4\pi n_{\mathrm {e} }e^{2}}{m_{\mathrm {e} }}}}} (CGS-Einheiten),
{\displaystyle \omega _{\mathrm {p} }={\sqrt {\frac {n_{\mathrm {e} }e^{2}}{\varepsilon _{0}m_{\mathrm {e} }}}}} (SI-Einheiten),
worin
- {\displaystyle n_{e}} die Elektronendichte ist,
- {\displaystyle e} die Elementarladung,
- {\displaystyle \varepsilon _{0}\!} die elektrische Feldkonstante und
- {\displaystyle m_{\mathrm {e} }} die Elektronenmasse.

Betrachtet man den Ladungsträger in einem Dielektrikum mit einer Permittivität {\displaystyle \varepsilon _{\mathrm {r} }>1}, so verringert sich die Plasmafrequenz:
{\displaystyle \omega _{\mathrm {p} }={\sqrt {\frac {n_{\mathrm {e} }e^{2}}{\varepsilon _{\mathrm {r} }\varepsilon _{0}m_{\mathrm {e} }}}}} (SI-Einheiten).
Die Plasmaresonanz ist eine dispersionslose, also von der Ausdehnung unabhängige, Anregung. Eine in das Material eindringende elektromagnetische Welle kann die Schwingung anregen und erfährt dabei sowohl Absorption als auch Brechung.

### Herleitung
Die drei notwendigen Gleichungen zur Herleitung der Plasmafrequenz sind:
1.) Die Poisson-Gleichung der Elektrostatik, welche das Potential in Abhängigkeit von der Ladungsdichte beschreibt:
{\displaystyle \Delta \Phi (\mathbf {r} ,t)=-{\frac {qn(\mathbf {r} ,t)}{\varepsilon }}}
wobei
- {\displaystyle \Delta } Laplace-Operator
- {\displaystyle \Phi } Elektrostatisches Potential
- {\displaystyle q} Elektrische Ladung der Teilchen
- {\displaystyle n} Teilchendichte
- {\displaystyle \varepsilon =\varepsilon _{0}\varepsilon _{\mathrm {r} }} Permittivität

2.) Die Kontinuitätsgleichung, welche die Erhaltung der Teilchen beschreibt:
{\displaystyle q{\frac {\partial n(\mathbf {r} ,t)}{\partial t}}+\operatorname {div} \,\mathbf {j} (\mathbf {r} ,t)=0\,}
mit
- {\displaystyle \mathbf {j} =qn\mathbf {v} } Elektrische Stromdichte mit Teilchengeschwindigkeit {\displaystyle \mathbf {v} } (Die Gleichung kann sowohl für die Ladungserhaltung – wie hier – oder für die Teilchenerhaltung formuliert werden.)

3.) Das zweite newtonsche Gesetz, welches die kinetische Antwort der Teilchen in Bezug auf die Kraft {\displaystyle \mathbf {F} } des elektrischen Feldes {\displaystyle \mathbf {E} } beschreibt:
{\displaystyle \mathbf {F} (\mathbf {r} ,t)=m{\frac {\partial \mathbf {v} (\mathbf {r} ,t)}{\partial t}}}
mit
- {\displaystyle \mathbf {F} (\mathbf {r} ,t)=q\mathbf {E} (\mathbf {r} ,t)=-q\operatorname {grad} \,\Phi (\mathbf {r} ,t)}

Für kleine Dichteschwankungen kann, unter Benutzung des unter 2.) gezeigten Zusammenhangs für die Stromdichte, die zeitliche Ableitung der Teilchengeschwindigkeit allein durch die zeitliche Ableitung der Stromdichte ausgedrückt werden:
{\displaystyle {\frac {\partial \mathbf {v} (\mathbf {r} ,t)}{\partial t}}={\frac {\partial {\frac {\mathbf {j} (\mathbf {r} ,t)}{qn(\mathbf {r} ,t)}}}{\partial t}}\approx {\frac {1}{\,qn_{0}}}{\frac {\partial \mathbf {j} (\mathbf {r} ,t)}{\partial t}}}
Dies beinhaltet die Annahme, dass die relativen Dichteschwankungen klein sind im Vergleich zu den relativen Änderungen der Teilchengeschwindigkeiten. Damit erhält man durch Rückeinsetzen in die 3.) Gleichung
{\displaystyle -q\operatorname {grad} \,\Phi (\mathbf {r} ,t)={\frac {m}{qn_{0}}}{\frac {\partial \mathbf {j} (\mathbf {r} ,t)}{\partial t}}}
welche durch Anwendung der Divergenz-Operation auf die gesamte Gleichung
{\displaystyle -q\Delta \,\Phi (\mathbf {r} ,t)={\frac {m}{qn_{0}}}{\frac {\partial \operatorname {div} \,\mathbf {j} (\mathbf {r} ,t)}{\partial t}}}
ein Einsetzen der Poisson-Gleichung der Elektrostatik auf der linken und der Kontinuitätsgleichung auf der rechten Seite erlaubt:
{\displaystyle {\frac {q^{2}}{\varepsilon }}n(\mathbf {r} ,t)=-{\frac {m}{n_{0}}}{\frac {\partial ^{2}n(\mathbf {r} ,t)}{\partial t^{2}}}}
Damit ergibt sich die Gleichung für eine harmonische Schwingung mit der Plasma-Eigenfrequenz
{\displaystyle \omega _{\mathrm {p} }^{2}={\frac {q^{2}\,n_{0}}{m\,\varepsilon }}}

## Dispersionsrelation
Weil die Plasmafrequenz unabhängig von der Wellenlänge ist (!), haben Plasmaoszillationen eine Phasengeschwindigkeit, die proportional zur Wellenlänge ist, und eine verschwindende Gruppengeschwindigkeit. Die im Beispiel oben einfallende elektromagnetische Welle regt die Ladungsträger des Plasmas zum Schwingen an (senkrecht zur Ausbreitungsrichtung, weil die Welle transversal ist), bewirkt aber keinen Ladungstransport in Einfallsrichtung der Welle.
Wenn die Elektronen eine endliche thermische Geschwindigkeit {\displaystyle v_{\mathrm {e,th} }={\sqrt {\frac {k_{\mathrm {B} }T_{\mathrm {e} }}{m_{\mathrm {e} }}}}} haben mit
- {\displaystyle k_{\mathrm {B} }}: Boltzmann-Konstante
- {\displaystyle m_{\mathrm {e} }}: Masse der Elektronen
- {\displaystyle T_{\mathrm {e} }}: die auf {\displaystyle m_{\mathrm {e} }} normierte Elektronentemperatur {\displaystyle T},

wirkt der Elektronendruck zusätzlich zum elektrischen Feld als Rückstellkraft. Dann propagieren die Oszillationen mit der Bohm-Gross-Dispersionsrelation
{\displaystyle \omega ^{2}=\omega _{\mathrm {pe} }^{2}+3(k\cdot v_{\mathrm {e,th} })^{2}} (k: Wellenzahl).
Wenn die räumliche Skala groß ist gegenüber der Debye-Länge, spielt der Druck eine untergeordnete Rolle:
{\displaystyle \omega \approx \omega _{\mathrm {pe} }.}
Auf kleinen Skalen dagegen dominiert der Druck:
{\displaystyle {\begin{aligned}\omega ^{2}&\approx 3(k\cdot v_{\mathrm {e,th} })^{2}\\\Leftrightarrow \omega &\approx k{\sqrt {3}}\cdot v_{\mathrm {e,th} }\\\Leftrightarrow v_{\mathrm {ph} }\equiv {\frac {\omega }{k}}&\approx {\sqrt {3}}\cdot v_{\mathrm {e,th} },\end{aligned}}}
d. h. die Wellen werden dispersionslos mit der Phasengeschwindigkeit {\displaystyle {\sqrt {3}}\cdot v_{\mathrm {e,th} },}, so dass die Plasmawelle einzelne Elektronen beschleunigen kann. Dieser Prozess ist eine Art kollisionslose Dämpfung, Landau-Dämpfung genannt. Aus dem Grund ist die Dispersionbeziehung bei großem {\displaystyle k} schwer zu beobachten und nur selten wichtig.

## Anwendung
Elektronen mit einer bestimmten Plasmafrequenz können also fast instantan Bewegungen ausführen, die „langsamer“ als die Plasmafrequenz ablaufen. Das heißt insbesondere, dass Plasmen elektromagnetische Wellen mit Frequenzen unterhalb der Plasmafrequenz fast vollständig reflektieren, für Wellen mit Frequenzen oberhalb der Plasmafrequenz hingegen transparent sind.

### Reflexion von Licht an Metallen
Die Plasmafrequenz liegt in metallischen Festkörpern bei typischen Elektronendichten von {\displaystyle n_{\mathrm {e} }=10^{28}\,\mathrm {m} ^{-3}} im Bereich von {\displaystyle \omega _{\mathrm {p} }=5\cdot 10^{15}\,\mathrm {s} ^{-1}}, was über die Phasengeschwindigkeit für elektromagnetische Wellen in eine Wellenlänge von {\displaystyle \lambda _{\mathrm {p} }\approx 300\,\mathrm {nm} } umgerechnet werden kann, die im UV-Bereich liegt. Metalle reflektieren deshalb Licht im optischen Bereich und erst recht Radio- und Radarwellen. Elektromagnetische Wellen mit höherer Frequenz, wie UV- oder Röntgenstrahlung, werden dagegen transmittiert, so lange keine anderen Resonanzen  oberhalb der Plasmafrequenz (z. B. elektronische Übergänge aus niederenergetischen Schalen) diese absorbieren.

### Reflexion von Radiowellen an der Atmosphäre
Plasmaoszillationen in der Ionosphäre der Erde sind der Grund dafür, dass mit Kurzwellen ausgestrahlte Radioprogramme eine sehr große Reichweite besitzen. Die Radiowellen treffen auf die Ionosphäre und regen die Elektronen zum Schwingen an. Aus der relativ geringen Elektronendichte der F-Schicht von nur 1012 m−3 kann eine Plasmafrequenz von etwa 9 MHz berechnet werden. Dies führt zu einer Reflexion aller senkrecht einfallenden Wellen mit tieferer Frequenz an der Ionosphäre. Bei flacherem Einfallswinkel kann die benutzbare Grenzfrequenz auf Werte bis über 50 MHz steigen. Über Kurzwelle ausgesendete Programme kann man deshalb auch an Orten empfangen, die eigentlich im Sichtschatten des Senders liegen. Eine Kommunikation mit höher fliegenden Satelliten oder GPS ist nur über noch höhere Frequenzen im UKW-Band möglich.